# ميلفيل جدعون
ميلفيل جدعون (بالإنجليزية: Melville Gideon)‏ هو كاتب أغاني وملحن أمريكي، ولد في 21 مايو 1884 في نيويورك في الولايات المتحدة، وتوفي في 11 نوفمبر 1933 في لندن في المملكة المتحدة.

## وصلات خارجية
- ميلفيل جدعون على موقع IMDb (الإنجليزية)
- ميلفيل جدعون على موقع ميوزك برينز (الإنجليزية)
- ميلفيل جدعون على موقع قاعدة بيانات برودواي على الإنترنت (الإنجليزية)
- ميلفيل جدعون على موقع ديسكوغز (الإنجليزية)
- ميلفيل جدعون على موقع قاعدة بيانات الفيلم (الإنجليزية)